# Ктенопома конголезька
Конголезька ктенопома (Microctenopoma congicum) — тропічний прісноводний вид риб з родини анабасових (Anabantidae). Свою назву отримала за місцем походження — басейн річки Конго.
Microctenopoma congicum і M. fasciolatum утворюють пару дуже схожих видів, їх навіть часто плутають між собою в акваріумній торгівлі. Вони приблизно однакового розміру, мають спільні елементи забарвлення, меристичні дані плавців та параметри морфометрії голови. Таксономічна диференціація цих двох форм є важкою, хоча вони вважаються різними видами.

## Опис
Вид має помірно витягнуте, овальної форми тіло. Максимальні відомі розміри: 61,9 мм стандартної (без хвостового плавця) довжини для самця і 54,7 мм для самки; 85 мм загальної довжини. Висота тіла в 2,4-3 рази менша за загальну довжину. Хвостове стебло добре розвинене, у висоту майже вдвічі більше, ніж у довжину. Голова та морда округлі, довжина голови в 3-3,33 рази менша за загальну довжину.
Діаметр ока в 3-3,5 рази менший за довжину голови, міжорбітальна відстань широка, в 2,9-3,4 рази менша за довжину голови. Верхня щелепа сягає нижнього краю або передньої чверті ока. Зяброві кришки мають виріз у формі півмісяця, над вирізом розташовано 3-9 зубчиків (шипів), ще 1-2 зубчики під вирізом, сам виріз незазублений.
У спинному плавці 15-17 твердих і 7-10 м'яких променів. М'які промені довші за тверді, останній (найдовший) твердий промінь сягає 40-50 % довжини голови, а довжина м'яких променів становить 75-80 % в самок і молодих риб та перевищують довжину голови в самців. Анальний плавець схожий на спинний, має 9-11 твердих і 9-12 м'яких променів. Грудні плавці майже такої ж довжини як голова. Зовнішній м'який промінь черевних плавців видовжений, ниткоподібний, сягає основи передостаннього твердого променя анального плавця. Хвостовий плавець закруглений.
Луски складчасті, ктеноїдні. У бічному ряду 24-27 лусок, 5-19 у верхній бічній лінії, 3-11 у нижній бічній лінії, 2-4 над верхньою бічною лінією, 7-9 нижче верхньої бічної лінії. М'які промені спинного та анального плавців біля основи вкриті дрібними лусочками. Хребців 26-27.

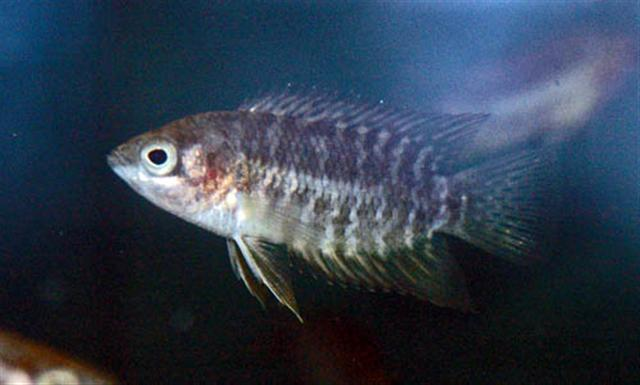
Самка конголезької ктенопоми

Забарвлення в основі від жовтуватого до темно-коричневого. На цьому тлі тіло та непарні плавці вкриті строкатим темним мармуровим малюнком, що утворений численними чорнуватими та світлими цятками. Іноді ці цятки вишиковуються в 6-8 широких хвилястих неправильної форми темних вертикальних смуг з вузькими проміжками між ними. Спинний та анальний плавці жовтувато-зелені з численними коричневими цятками.
Стать у цих риб можна відрізнити лише в дорослих риб. Самці трохи більші й барвистіші за самок, мають подовжені й загострені на кінці спинний та анальний плавці. Самки приземкуватіші, черевні плавці в них коротші, перед нерестом мають роздуте черево.

## Поширення
Вид розповсюджений на великій території в прісних водоймах західної частини Центральної Африки: нижня та центральна частина басейну річки Конго (в межах Демократичної Республіки Конго, Республіки Конго та Центральноафриканської Республіки), а також річка Чилоанго в Кабінді (Ангола); відомий зразок з річки Огове (Габон). Розрахункова територія поширення становить 1 720 664 км².
Є повідомлення про присутність Microctenopoma congicum в басейні озера Чад (верхня Шарі та Грібінгі), але вони не підтверджені перевіреними зразками.
Територія поширення конголезької ктенопоми знаходиться в зоні вологих тропічних лісів. Показники води: pH 6,8-7,8, твердість до 25 °dH, температура 23–27 °C.
Не існує серйозних загроз існуванню виду по всьому ареалу його поширення.

## Розмноження
Microctenopoma congicum — бентопелагічний вид, який будує гнізда з бульбашок під листком рослини. Будівництвом гнізда та доглядом за потомством займаються самці.

## Утримання в акваріумі
Конголезьку ктенопому іноді тримають в акваріумах. Вперше її завезли до Німеччини 1975 року.
Це порівняно мирний вид. Для його утримання рекомендується м'яка, слабко кисла (pH 6,8) вода. Риби приймають усі звичайні види кормів.
Визрівають після року. В період нересту самець будує велике гніздо з піни з домішкою рослин і поверхневого сміття. Нерестовище має бути місткістю близько 40 літрів. Пара відкладає до 1000 ікринок. Самець охороняє кладку. Личинки вилуплюються за 48 годин, ще за 2-3 дні за температури води 25-27 °C вони починають вільно плавати. В неволі конголезькі ктенопоми живуть близько 4 років.